# Nemania plumbea
Nemania plumbea är en svampart som beskrevs av A.M.C. Tang, Jeewon & K.D. Hyde 2007. Nemania plumbea ingår i släktet Nemania och familjen kolkärnsvampar.   Inga underarter finns listade i Catalogue of Life.